# Loboederus
Loboederus – rodzaj chrząszcza z rodziny sprężykowatych. Zawiera on 2 gatunki. Gatunek typowy tego rodzaju wcześniej nazywał się Elater appendiculatus (Fleutiaux, 1902). Candeze w 1981 uznawał ten gatunek za jedyny w rzeczonym rodzaju. Badacz ten uznał Loboederus monilicornis za młodszy synonim gatunku typowego. Minęło 30 lat, nim Hyslop to właśnie ten drugi gatunek uznał za typowy, jednak 4 lata później Schenkling cały czas uznawał ridzaj za takson monotypowy. Powtórnego opisu w 1935 dokonał Camargo-Andrade, opisując też L. luederwaldti, zaś 5 lat później Lesne opisał Loboederus fleutiauxi. jednakże Blackwelder w 1944 umieszczał w rodzaju tylko 2 gatunki. Równe 60 lat później Casari podczas rewizji taksonomicznej tównież umieściła w rodzaju 2 gatunki, uznając L. fleutiauxi Lesne, 1940 za synonim Loboederus luederwaldti Camargo-Andrade, 1935 .
Chrząszcze należące do tego rodzaju spotyka się w Brazylii.